# Свободный (Усть-Лабинский район)
Свободный — хутор в Усть-Лабинском районе Краснодарского края России. Входит в состав Железного сельского поселения.

## География
Хутор расположен на берегу безымянного левого притока Кирпили в 7 км к северо-западу от центра сельского поселения — хутора Железного.

### Улицы
- ул. Кольцевая,
- ул. Красная,
- ул. Степная,
- ул. Центральная,
- ул. Южная[4].

## Население
| 2002 | 2010 |
| ---- | ---- |
| 337  | ↘310 |